# Megaselia angelicae
Megaselia angelicae är en tvåvingeart som först beskrevs av Wood 1910.  Megaselia angelicae ingår i släktet Megaselia och familjen puckelflugor. Arten har ej påträffats i Sverige. Inga underarter finns listade i Catalogue of Life.